# Jordi Cáceres
Jordi Cáceres Iglesias (Palma de Mallorca, 24 de agosto de 2004) es un deportista español que compite en natación sincronizada. Ganó una medalla de oro en el Campeonato Europeo de Natación Artística de 2025, en la prueba solo libre.

## Palmarés internacional
| Campeonato Europeo | Campeonato Europeo | Campeonato Europeo | Campeonato Europeo |
| Año                | Lugar              | Medalla            | Prueba             |
| ------------------ | ------------------ | ------------------ | ------------------ |
| 2025               | Funchal (Portugal) | Medalla de oro     | Solo libre         |